# 新城街道 (东阿县)
新城街道，是中华人民共和国山東省聊城市东阿县下辖的一个乡镇级行政单位。

## 行政区划
新城街道下辖以下地区：
北关村、前王村、崔赵村、鲁庄村、茄李庄村、大王村、西候村、小周村、大周村、小刘庄村、沈庄村、赵徐村、卜庄村、洼李村、宋庄村、傅庄村、郭家洞村、刘明吴村、戴家井村、张八村、刘道人堂子村、北贺庄村、贾庄村、刘坑村、杨庄村、大赵村、卓庄村、郭前村、郭北村、张汉吴村、朱庄村、东王集村、西王集村、后王集村、科技工业园社区、阿胶社区、广场社区和曹植公园社区。